# Ngự đài sở

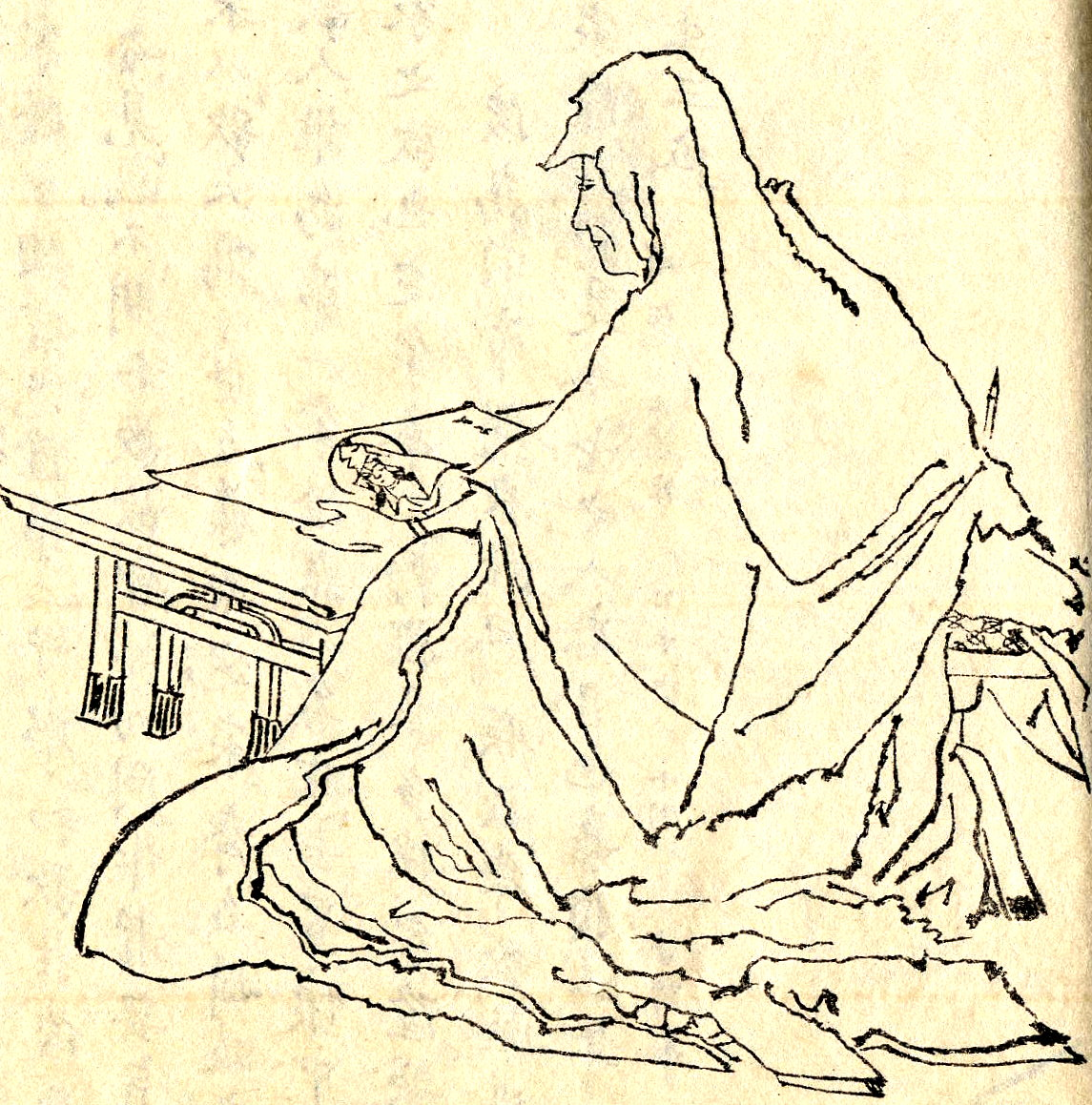
Bắc Điều Chính Tử - vị phu nhân đầu tiên sử dụng danh vị Ngự đài sở.

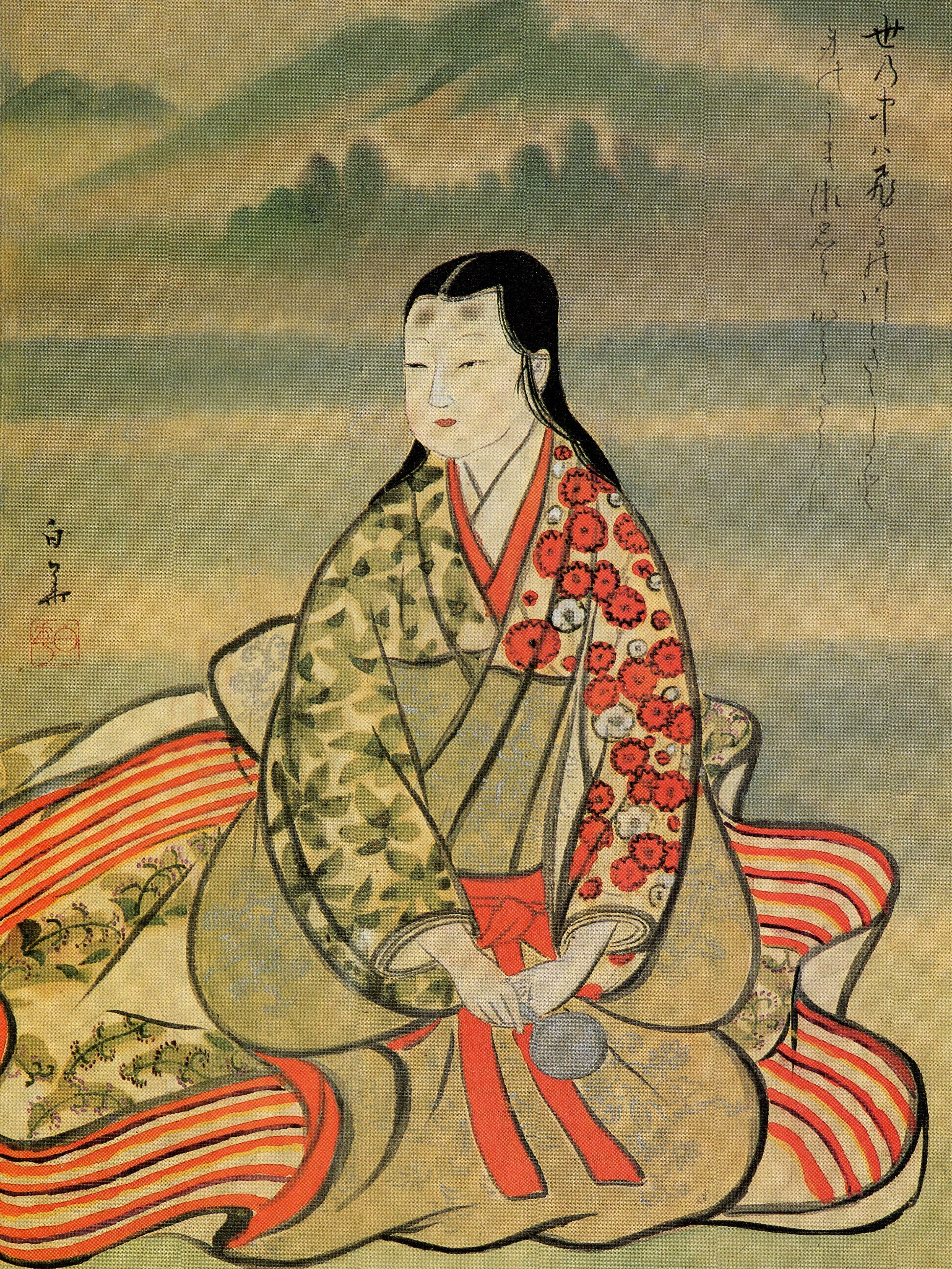
Trúc Sơn điện - Ngự đài sở đầu tiên của gia tộc Tokugawa.

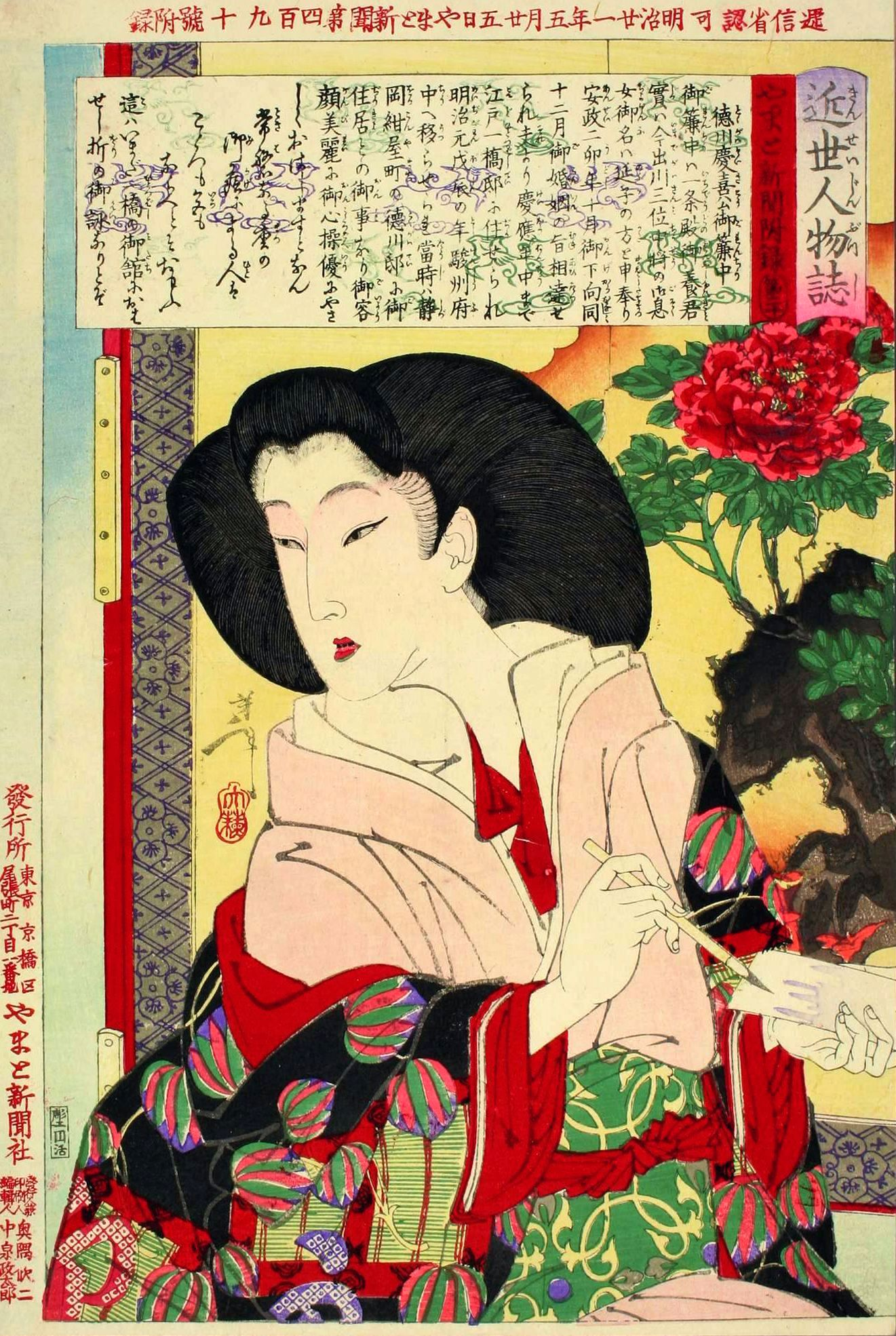
Nhất Điều Mỹ Hạ Tử - vị Ngự đài sở cuối cùng trong lịch sử Nhật Bản.

Ngự đài sở (kanji: 御台所; hiragana: みだいどころ; Midaidokoro), đầy đủ hơn là Ngự đài bàn sở (御台盤所; みだいばんどころ; Midaibandokoro) là một tước vị dành cho Chính thất của Shogun Mạc phủ.

## Từ nguyên
"Ngự đài" (御台; Midai) trong tiếng Nhật vốn có nghĩa là cái bàn đặt thức ăn cho những người có phấm giá cao quý thời phong kiến. "Đài bàn sở" (台盤所; Daiban dokoro) là khu cung thất để ăn uống của Hoàng gia hay tầng lớp quý tộc Nhật Bản. "Đài sở" (台所; Dai dokoro) là nơi nấu ăn cho Hoàng gia.
Ngự đài bàn sở là cái tên có ý nói Chính thất của Tướng quân là người quản lý, chăm lo khu vực hậu cung, vốn là nơi có nhà bếp chế biến thức ăn cho Tướng quân.

## Lịch sử
Danh vị này bắt đầu dùng như danh vị của Chính thất Mạc phủ từ thời Kamakura, người đầu tiên chính thức sử dụng là Bắc Điều Chính Tử (北条政子; Hōjō Masako) - Chính thê của Minamoto no Yoritomo (源 頼朝; Nguyên Lại Triều).
Trong lịch sử Nhật Bản, danh vị này thường làm người ta liên tưởng ngay đến các chính thất của các Chinh Di Đại Tướng quân Mạc phủ Tokugawa của thành Edo. Ở Đại áo, địa vị của Ngự đài sở cực cao quý, là người phụ nữ có địa vị tôn kính nhất. Từ thời shogun thứ 3 là Tokugawa Iemitsu, các Ngự đại sở đều xuất thân từ một trong Ngũ nhiếp gia (五摄家; Sekke) bao gồm: Nhất Điều gia (一条家; Ichijō), Nhị Điều gia (二条家; Nijō), Cửu Điều gia (九条家; Kujō), Cận Vệ gia (近衛家; Konoe) và Ưng Tư gia (鷹司家; Takatsukasa). Nếu không nằm trong năm gia tộc này, thì cũng là người trong Hoàng thất Nhật Bản. Nếu không xuất thân từ năm gia tộc này mà chỉ là nhà bình thường, thì cũng phải lấy thân phận "con gái nuôi" của một trong năm nhà đó.
Tuy có thân phận cao quý, nhưng quyền lực thực tế trong Đại áo lại nằm trong đại tổng quản nữ quan, gọi là Ngự niên ký (御年寄; Otoshiyori). Nếu shogun kế nhiệm là trắc thất sinh ra, hoặc xuất thân từ một nhánh khác của nhà Tokugawa, thì tuy Ngự đài sở vẫn là địa vị cực cao, song thực tế hoàn toàn bù nhìn vì họ không phải là mẹ đẻ của shogun, lại cũng không có quyền quản lý như Ngự niên ký, không ít người có biệt hiệu "đồ trang trí trong nhà Tướng quân".
Do Ngự đài sở có xuất thân từ tầng lớp quý tộc cấp cao, thường quan hệ chặt chẽ với triều đình ở Kinh Đô - nơi vốn không nắm thực quyền cai trị, nên phần nhiều số phận của các phu nhân này đều không được gia tộc tướng quân sủng hạnh. Trường hợp của Tĩnh Khoan viện, dù được tướng quân Iemochi hết mực yêu thương nhưng cuộc hôn nhân của họ rất ngắn ngủi, chỉ 5 năm (1861-1866) và không để lại hậu duệ nào cả.
Các Ngự đài sở thường là không được phép có con vì Mạc phủ Tokugawa lo ngại nếu Ngự đài sở mà sinh được con trai thì triều đình sẽ dựa vào mối liên kết với đứa con này mà nhúng tay vào chính sự.
Nếu shogun qua đời sớm, theo thông lệ thì cả Ngự đài sở và Trắc thất sẽ lấy hiệu Nữ viện (女院; Nyōin) như một dấu hiệu phụ nữ goá bụa, nhưng khác với các trắc thất phải cùng con trai rời khỏi thành Edo đến vùng đất được phong tại các phiên khắp đất nước thì Ngự đài sở vẫn có thể ở lại Đại áo, thậm chí lấy thân phận tiên tướng quân phu nhân mà tham dự chuyện chính sự của Mạc phủ (như trường hợp của Thiên Chương viện). Trong trường hợp này, để phân biệt với các Ngự đài sở kế nhiệm, các Ngự đài sở góa phụ sẽ được gọi là Đại Ngự đài sở (大御台所; Ōmidai dokoro).

## Các Ngự đài sở nhà Tokugawa
- Trúc Sơn điện (築山殿; Tsukiyama dono) - Chính thất đầu tiên của Tokugawa Ieyasu (Đức Xuyên Gia Khang).
- Công chúa Asahi (Húc cơ; 旭姫; Asahi hime) - Kế thất của Tokugawa Ieyasu.
- Sùng Nguyên viện (崇源院; Sūgen'in) - Chính thất của Tokugawa Hidetada (Đức Xuyên Tú Trung).
- Bản Lý viện (本理院; Honri'in) - Chính thất của Tokugawa Iemitsu (Đức Xuyên Gia Quang).
- Thiển Cung Hiển Tử nữ vương (淺宮顯子女王; Akiko Joō) - Chính thất của Tokugawa Ietsuna (Đức Xuyên Gia Cương).
- Tịnh Quang viện (淨光院; Jōkōin) - Chính thất của Tokugawa Tsunayoshi (Đức Xuyên Cương Cát).
- Thiên Anh viện (天英院; Ten'ei'in) - Chính thất của Tokugawa Ienobu (Đức Xuyên Gia Tuyên).
- Bát Thập Cung Cát Tử Nội Thân vương (八十宮吉子內親王; Yaso-no-Miya Yoshiko Naishinnō) - hứa hôn với Tokugawa Ietsugu (Đức Xuyên Gia Tế). Chưa thành hôn thì Shogun đã qua đời.
- Lý Tử nữ vương (理子女王; Makiko Joō) - Chính thất của Tokugawa Yoshimune (Đức Xuyên Cát Tông).
- Tăng Tử nữ vương (增子女王; Masuko Joō) - Chính thất của Tokugawa Ieshige (Đức Xuyên Gia Trọng).
- Ngũ Thập Cung Luân Tử Nữ vương (五十宮倫子女王; Iso-no-Miya Tomoko Joō) - Chính thất của Tokugawa Ieharu (Đức Xuyên Gia Trị).
- Quảng Đại viện (廣大院; Kōdai'in) - Chính thất của Tokugawa Ienari (Đức Xuyên Gia Tế).
- Kiêu Tử nữ vương (喬子女王; Takako Joō) - Chính thất của Tokugawa Ieyoshi (Đức Xuyên Gia Khánh).
- Thiên Thân viện (天親院; Tenshin'in) - Chính thất đầu tiên của Tokugawa Iesada (Đức Xuyên Gia Định).
- Trừng Tâm viện (澄心院; Chōjin'in) - Chính thất thứ hai của Tokugawa Iesada.
- Thiên Chương viện (天璋院; Tenshōin) - Chính thất thứ ba của Tokugawa Iesada.
- Hòa Cung Thân Tử Nội Thân vương (和宮親子内親王; Kazu-no-Miya Chikako Naishinnō) - Chính thất của Tokugawa Iemochi (Đức Xuyên Gia Mậu).
- Nhất Điều Mỹ Hạ Tử (一條美賀子; Ichijō Mikako) - Chính thất của Tokugawa Yoshinobu (Đức Xuyên Khánh Hỉ).